# Джумагалиев, Мирлан Андреевич
Мирлан Андреевич Джумагалиев (род. Саратовская область) — российский военнослужащий, подполковник. Герой Российской Федерации (2024).

## Биография
Родился в Саратовской области. Со слов Депутата Государственной думы А. М. Стрелюхина, Джумагалиев является жителем Ровенского района.
В 2013 году окончил Саратовскую государственную юридическую академию, дипломная работа «Гражданское общество в политическом пространстве Саратовской области».
Участник российского вторжения на Украину. По состоянию на 2022 год был старшим лейтенантом российской армии. По состоянию на лето 2024 года — подполковник, заместитель командира 30-й отдельной гвардейской мотострелковой бригады. В первой половине 2024 года бригада сражалась в районе Авдеевки, за эти бои получила почётное наименование гвардейской.
Согласно утверждениям Министерства обороны России, в 2023—2024 годах возглавляемые Джумагалиевым штурмовые группы успешно выполнили задачи. В августе 2024 года награждение Золотой Звездой в Национальном центре управления обороной Российской Федерации министром обороны Российской Федерации Андреем Белоусовым.

## Звания и награды
- Герой Российской Федерации (2024).
- Два Ордена Мужества
- Медаль «За отвагу»
- Медаль "За боевые отличия"
- Наградное оружие ( пистолет Ярыгина)
- Наградное оружие (кортик)